# Kiowa (Kansas)
Kiowa – miasto położone w hrabstwie Barber.